# Sự khan hiếm
Sự khan hiếm (Tiếng Anh: scarcity) là sự hạn chế về lượng tài nguyên, được hiểu theo nghĩa rộng bao gồm mọi nguồn lực để sản xuất ra các hàng hóa, dịch vụ, bao gồm tiền vốn, đất đai, máy móc thiết bị, công nghệ, quản lý, thời gian. Đối với các doanh nghiệp sản xuất ra hàng hóa, dịch vụ, nguồn lực khan hiếm chính là các yếu tố sản xuất khan hiếm. Đối với người tiêu dùng, nguồn lực khan hiếm chính là lượng thu nhập nhất định mà anh ta kiếm được dùng để mua sắm các hàng hóa, dịch vụ cho tiêu dùng.

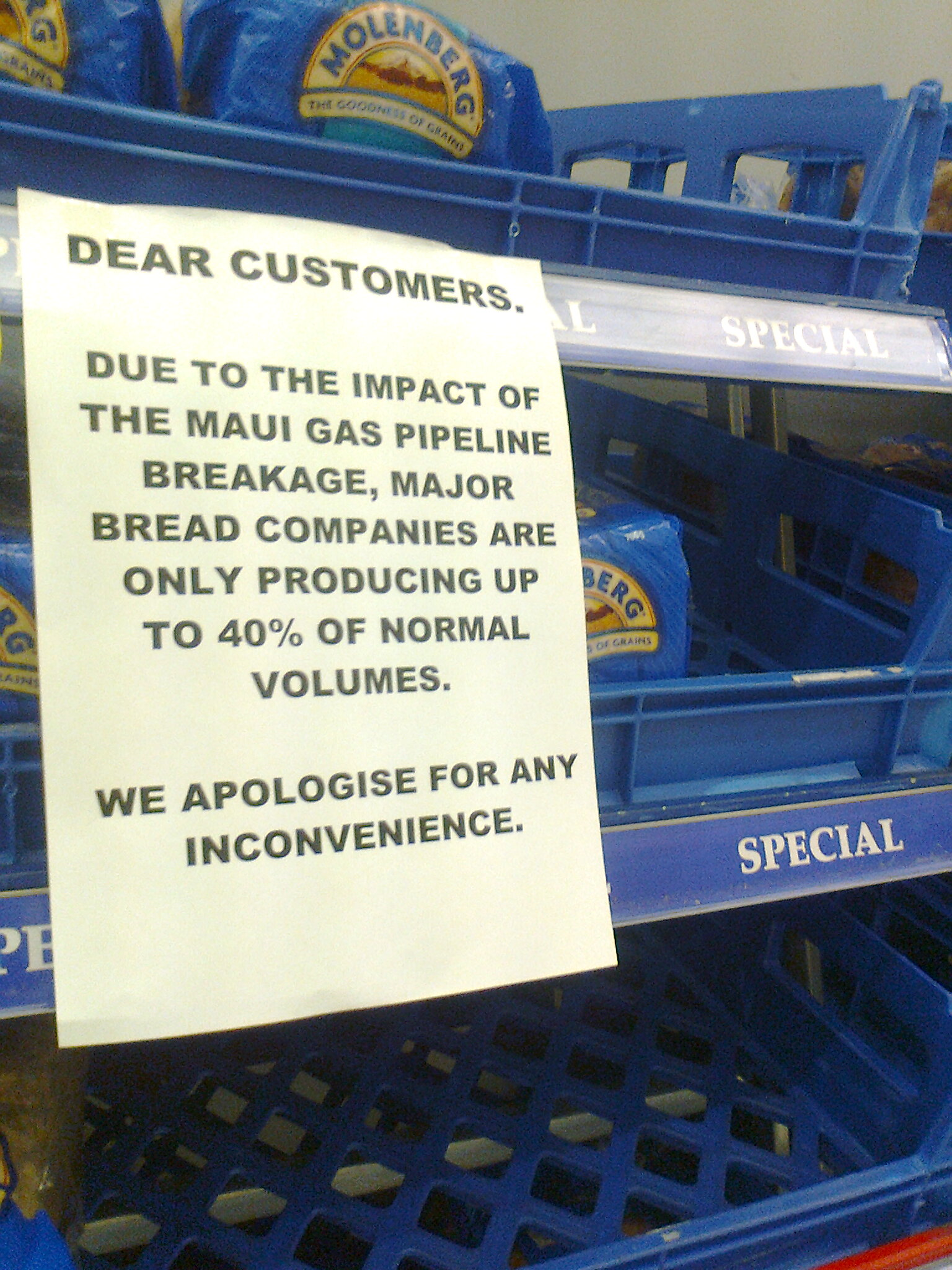
Sự rò rỉ khí gas (một trong những nhân tố sản xuất đầu vào) khiến công ty này chỉ có thể sản xuất một lượng bánh mì bằng 40% lượng bánh mì ban đầu

Sự khan hiếm đóng một vai trò quan trọng trong lý thuyết kinh tế, và nó là điều cần thiết cho một "định nghĩa đúng đắn về bản thân khái niệm kinh tế học."
Nhà kinh tế học người Anh Lionel Robbins rất được nhiều người biết đến với định nghĩa kinh tế học sử dụng sự khan hiếm của ông:
"Khoa học nghiên cứu hành vi con người cũng như mối quan hệ giữa nhu cầu và nguồn lực khan hiếm, trong đó có giải pháp chọn lựa cách sử dụng"
Lý thuyết kinh tế xem sự khan hiếm tuyệt đối và tương đối là những khái niệm khác biệt và "nhanh chóng nhấn mạnh rằng chính sự khan hiếm tương đối định nghĩa kinh tế học." Trái lại, lý thuyết kinh tế hiện nay phần lớn bắt nguồn từ khái niệm khan hiếm tương đối, chỉ ra rằng hàng hóa là "khan hiếm" bởi vì không có đủ nguồn lực để sản xuất tất cả những hàng hóa mà mọi người muốn tiêu dùng.

## Các khái niệm liên quan

### Malthus và Sự khan hiếm tương đối
Thomas Robert Malthus đã đặt ra một nền tảng lý thuyết mà đã thống trị cuộc tranh luận, cả về mặt khoa học và ý thức về nạn đói và nạn đói toàn cầu trong gần hai thế kỷ. Trong cuốn sách An Essay on the Principle of Population xuất bản năm 1798, Malthus đã quan sát thấy rằng sự gia tăng sản lượng lương thực của một quốc gia đã cải thiện hạnh phúc của dân chúng, nhưng sự cải thiện này chỉ là tạm thời vì nó dẫn đến sự gia tăng dân số, do đó đã khôi phục lại mức ban đầu cho bình quân sản xuất trong nước. Nói cách khác, con người có xu hướng tận dụng sự dồi dào để tăng dân số hơn là để duy trì mức sống cao. Quan điểm này được gọi là "bẫy Malthusian" hay "bóng ma Malthusian". Dân số có xu hướng phát triển cho đến khi tầng lớp thấp hơn phải chịu đựng khó khăn cùng tỉ lệ đói kém và bệnh tật cao hơn. Đây là một khái niệm đôi khi được coi là "thảm họa Malthusian". Malthus phản đối quan điểm phổ biến ở châu Âu thế kỷ 18 coi xã hội ngày càng tiến bộ và có nguyên tắc là hoàn hảo.
Thuyết Malthus (Malthusianism) là ý tưởng cho rằng sự gia tăng dân số có khả năng xảy ra theo cấp số nhân trong khi sự tăng trưởng của nguồn cung cấp thực phẩm hoặc các nguồn tài nguyên khác là tuyến tính, điều này cuối cùng làm giảm mức sống đến mức khiến dân số sẽ dần chết đi. Nó bắt nguồn từ tư tưởng chính trị và kinh tế của Malthus, như được trình bày trong tác phẩm năm 1798 của ông (An Essay on the Principle of Population). Malthus tin rằng có hai loại "hạn chế" hiện nay liên tục hoạt động, hạn chế sự gia tăng dân số dựa trên nguồn cung cấp thực phẩm tại bất kỳ thời điểm nào:
- Giải pháp phòng ngừa, ví dụ như kết hôn muộn, tránh thai kể cả (nạo thai), mãi dâm, cách sống độc thân...
- Hạn chế cứng, ví dụ như nạn đói, bệnh dịch, chiến tranh

Daoud lập luận rằng:
Động lực cho sự sinh sản mạnh mẽ liên quan đến việc mở rộng khả năng sản xuất lương thực yếu ớt sẽ rất nhanh chóng dẫn đến tình trạng khan hiếm và rồi nạn đói sẽ là điều tất yếu. Mối quan hệ cơ bản giữa nhu cầu lương thực và khả năng sản xuất lương thực là yếu tố quyết định cuối cùng đối với sự gia tăng dân số.
Có hai loại khan hiếm tiềm ẩn trong thuyết Malthus, đó là khan hiếm thực phẩm hoặc những "yêu cầu" và đối tượng mà nguồn cung cấp có thể thoả mãn trực tiếp các nhu cầu thực phẩm này hay "số lượng có sẵn". Các khái niệm này có bản chất tuyệt đối và định nghĩa các khái niệm kinh tế về khan hiếm, dồi dào và đầy đủ như sau:
- Sự đầy đủ tuyệt đối là điều kiện mà nhu cầu của con người về nhu cầu lương thực và số lượng sản phẩm sẵn có là bằng nhau.
- Sự khan hiếm tuyệt đối là tình trạng mà nhu cầu của con người về nhu cầu lương thực lớn hơn số lượng sản phẩm sẵn có.
- Sự dồi dào tuyệt đối là điều kiện mà số lượng sản phẩm sẵn có lớn hơn nhu cầu của con người về nhu cầu lương thực.

### Robbins và Sự khan hiếm tương đối
Lionel Robbins là một thành viên nổi bật của khoa kinh tế tại Trường Kinh tế London. Ông nổi tiếng với câu nói "Con người muốn những gì họ không thể có". Robbins được ghi nhận là một nhà kinh tế thị trường tự do, và cũng vì định nghĩa của ông về kinh tế học xuất hiện trong quyển Essays by Robbins:
"Khoa học nghiên cứu hành vi con người cũng như mối quan hệ giữa nhu cầu và nguồn lực khan hiếm, trong đó có giải pháp chọn lựa cách sử dụng."
Robbins nhận thấy rằng có bốn điều kiện cần thiết để hỗ trợ định nghĩa này:
- Người ra quyết định muốn có thêm thu nhập hơn và có nhiều tài sản có thể đẻ thêm thu nhập hơn.
- Người ra quyết định không có đủ khả năng để lựa chọn cả hai. Trong trường hợp này, các phương tiện sẽ không thể được xác định.
- Người ra quyết định có thể tăng thêm cả thu nhập và tài sản thu nhập của họ. Trong trường hợp này, mặc nhiên, đây là một khả năng hạn chế, hoặc bên liên quan sẽ không phải chịu sự khan hiếm.
- Mong muốn của người ra quyết định đối với các yếu tố cấu thành thu nhập và tài sản tạo ra thu nhập là khác nhau. Robbins đưa ra quan điểm sau này trong bài luận của mình rằng điều kiện thứ tư này có thể được nói là "có khả năng được phân biệt theo thứ tự quan trọng, sau đó các hành vi sẽ nhất thiết phải giả định được hình thức lựa chọn.". Nói cách khác, Robbins lập luận rằng cần phải có một hệ thống thứ bậc. nhu cầu để hỗ trợ các điều kiện này

Do đó, người ra quyết định phải thực hiện sự lựa chọn, tức là "tiết kiệm." hay sử dụng tối đa khả năng của tài nguyên. Robbins lập luận rằng "việc bố trí các bên liên quan cùng thời gian và nguồn lực sẽ có mối quan hệ chặt chẽ với hệ thống mong muốn của họ." Định nghĩa này không mang tính phân loại trong việc "chọn ra một số loại hành vi" nhưng lại mang tính phân tích ở chỗ "tập trung sự chú ý vào một khía cạnh cụ thể của hành vi, hình thức được áp đặt bởi ảnh hưởng của sự khan hiếm."
Các khái niệm này có tính chất tương đối và định nghĩa được các khái niệm kinh tế về khan hiếm, dồi dào và đầy đủ như sau:
- Sự đầy đủ tương đối là điều kiện mà các yêu cầu khác nhau của con người và lượng tài nguyên sẵn có với các mục đích sử dụng thay thế là ngang nhau.
- Sự khan hiếm tương đối là tình trạng mà nhiều yêu cầu khác nhau của con người lớn hơn lượng tài nguyên sẵn có với các mục đích sử dụng thay thế.
- Sự dồi dào tương đối là điều kiện mà lượng tài nguyên có sẵn với các mục đích sử dụng thay thế lớn hơn nhiều yêu cầu khác nhau của con người.

Lý thuyết kinh tế xem sự khan hiếm tuyệt đối và tương đối là những khái niệm khác biệt và "... nhanh chóng trong việc nhấn mạnh rằng chính sự khan hiếm tương đối định nghĩa kinh tế học." Sự khan hiếm tương đối là điểm khởi đầu của kinh tế học.

### Samuelson và Sự khan hiếm tương đối
Samuelson gắn khái niệm khan hiếm tương đối với khái niệm hàng hóa kinh tế khi ông quan sát thấy rằng nếu điều kiện khan hiếm không tồn tại và "vô số hàng hóa có thể được sản xuất hoặc đủ để đáp ứng nhu cầu con người"  thì sẽ không có hàng hóa kinh tế nào cả. Thực tế kinh tế cơ bản là "sự hạn chế của tổng nguồn lực có khả năng sản xuất (hàng hóa) khác nhau khiến cho sự lựa chọn cần thiết giữa các hàng hóa trở nên tương đối khan hiếm".

### Khái niệm hiện đại về Sự khan hiếm
Sự khan hiếm đề cập đến khoảng cách giữa các nguồn lực hạn chế và mong muốn vô hạn. Khái niệm về sự khan hiếm là không bao giờ đủ để đáp ứng tất cả những mong muốn có thể hình dung được của con người, ngay cả ở thời đại công nghệ tiên tiến hiện nay của nhân loại. Sự khan hiếm liên quan đến việc hy sinh, đánh đổi để có được nhiều hơn nguồn tài nguyên khan hiếm mà mình muốn.
Điều kiện khan hiếm trong thế giới thực đòi hỏi phải cạnh tranh để giành được nguồn tài nguyên khan hiếm, và cạnh tranh xảy ra "khi mọi người cố gắng đáp ứng các tiêu chí đang được sử dụng để xác định ai sẽ cần và được gì". Hệ thống giá, hay giá cả thị trường, là một cách để phân bổ các nguồn lực khan hiếm. "Nếu một xã hội điều phối các kế hoạch kinh tế trên cơ sở sẵn sàng trả tiền, các thành viên của xã hội đó sẽ (nỗ lực phải cạnh tranh) để kiếm tiền." Nếu các tiêu chí khác được áp dụng, ta sẽ thấy sự cạnh tranh về các tiêu chí khác đó.
Ví dụ, mặc dù không khí quan trọng đối với chúng ta hơn vàng, nó ít khan hiếm hơn đơn giản vì chi phí sản xuất không khí bằng không. Mặt khác, vàng có chi phí sản xuất cao. Nó phải được tìm thấy và xử lý, cả hai đều đòi hỏi nhiều tài nguyên. Ngoài ra, sự khan hiếm ngụ ý rằng không phải tất cả các mục tiêu của xã hội đều có thể được theo đuổi cùng một lúc; sự đánh đổi được thực hiện bởi bỏ đi một mục tiêu đang chống lại những mục tiêu khác. Trong trường hợp độc quyền hoặc độc quyền, sự khan hiếm giả tạo có thể được tạo ra. Sự khan hiếm cũng có thể xảy ra thông qua việc tích trữ, hoặc là một nỗ lực nhằm thu hẹp thị trường hoặc vì những lý do khác. Thông thường, sự khan hiếm tạm thời có thể được gây ra bởi xu hướng mua dự phòng (ví dụ như khi người dân đổ xô ra đường để mua hết thực phẩm trong siêu thị để dự trữ chống Covid-19).

### Các mặt hàng khan hiếm
Hàng hóa khan hiếm là hàng hóa có lượng cầu nhiều hơn lượng cung ở mức giá 0 đồng. Thuật ngữ khan hiếm đề cập đến khả năng xảy ra xung đột trong việc sở hữu một hàng hóa hữu hạn.
Người ta có thể nói rằng, đối với bất kỳ hàng hóa khan hiếm nào, quyền sở hữu và quyền kiểm soát của một số người sẽ loại trừ quyền kiểm soát của người khác. Sự khan hiếm được chia thành ba loại đặc biệt: do nhu cầu, do cung gây ra và do cơ cấu. Sự khan hiếm do nhu cầu xảy ra khi nhu cầu về tài nguyên tăng lên và nguồn cung không đổi. Sự khan hiếm do cung xảy ra khi cung rất thấp so với cầu. Điều này xảy ra chủ yếu do suy thoái môi trường như phá rừng và hạn hán. Cuối cùng, sự khan hiếm về cơ cấu xảy ra khi một bộ phận dân cư không được tiếp cận bình đẳng với các nguồn lực do xung đột chính trị hoặc vị trí. Điều này xảy ra ở châu Phi, nơi các quốc gia sa mạc không có nước. Để có được nước, họ phải đi du lịch và thực hiện các thỏa thuận với các nước có tài nguyên nước. Ở một số quốc gia, các nhóm chính trị giữ các nguồn lực cần thiết làm con tin để nhượng bộ hoặc tiền bạc.  Nhu cầu về nguồn cung cấp và sự khan hiếm về cơ cấu đối với tài nguyên thường sẽ là lí do chính gây ra phần lớn xung đột cho một quốc gia.

### Các mặt hàng không khan hiếm
Ở chiều ngược lại, ta cũng có các mặt hàng không khan hiếm. Những hàng hóa này không cần phải là vô giá trị, và một số thậm chí có thể không thể thiếu đối với sự tồn tại của một người. Như Frank Fetter giải thích trong Economic Principles: "Một số thứ, ngay cả những thứ như là không thể thiếu để tồn tại, có thể, vì sự dồi dào của chúng mà không thể trở thành đối tượng của sự mong muốn và lựa chọn. Những thứ như vậy được gọi là hàng hóa miễn phí. Chúng không có giá trị theo nghĩa mà nhà kinh tế học thường sử dụng. Hàng hóa tự do là những thứ tồn tại ở dạng "siêu siêu"; nghĩa là, với số lượng đủ không chỉ để thỏa mãn mà còn để thỏa mãn tất cả những mong muốn cần phụ thuộc vào chúng." So với hàng hóa khan hiếm, hàng hóa không có nguồn gốc là hàng hóa không thể có tranh chấp về quyền sở hữu của nó. Thực tế là ai đó đang sử dụng một mặt hàng không khan hiếm sẽ không thể ngăn cản bất kỳ ai khác sử dụng nó. Đối với một hàng hóa được coi là không khan hiếm, nó có thể tồn tại vô hạn, không có cảm giác chiếm hữu, hoặc có thể được tái tạo vô hạn.

## Hàng hóa và dịch vụ khan hiếm
Hàng hóa và dịch vụ khan hiếm hay là hàng hóa kinh tế (economic goods): là hàng hóa khi quy giá về bằng không, thì số lượng về cầu lớn hơn số lượng về cung. Nếu theo định nghĩa này thì tuyệt đại hàng hóa xung quanh ta là khan hiếm.
Hàng hóa và dịch vụ là khan hiếm bởi vì các nguồn lực để sản xuất ra chúng (các yếu tố sản xuất) là giới hạn, cũng như công nghệ và kỹ năng của lao động là giới hạn tỷ lệ với tổng nhu cầu của con người. Giả sử khi quy giá của sản phẩm về bằng không; thì nếu nhu cầu của con người là bằng 0 thì vẫn có sự khan hiếm; nhưng nếu các nguồn lực đủ lớn để sản xuất nhiều hơn số sản phẩm và dịch vụ mà con người mong muốn, cũng sẽ không có sự khan hiếm. Các nguồn lực khan hiếm là cơ sở để xác định đường giới hạn khả năng sản xuất (PPF: viết tắt: tiếng Anh: production possibilities frontier). Việc sử dụng các nguồn lực không hiệu quả (ví dụ như việc làm không đầy đủ, số lượng nhân công phân bổ không phù hợp với đất đai và nguồn vốn) có thể làm giảm sự sản xuất của nền kinh tế xuống phía dưới đường PPF. Rất khó để có thể xóa bỏ sự không hiệu quả, và theo một vài quan điểm, sự không hiệu quả được xem là một sự khan hiếm nhân tạo.